# Reprezentacja Polski w baseballu mężczyzn
Reprezentacja Polski w baseballu mężczyzn – zespół reprezentujący Rzeczpospolitą Polską w meczach i sportowych imprezach międzynarodowych w baseballu, w którym mogą występować wyłącznie zawodnicy posiadający obywatelstwo polskie. Powoływany przez trenera. Drużyna ma na swoim koncie wicemistrzostwo oraz trzecie miejsce w European Juveniles Baseball Championship. Za reprezentację odpowiedzialny jest Polski Związek Baseballu i Softballu, należy do Europejskiej Konfederacji Baseballowej. W rankingu WBSC zajmuje 40. miejsce. 

## Udział w turniejach międzynarodowych
European Junior Baseball Championship:
- 2007: 10. miejsce

European Youth Baseball Championship:
- 2006: 7. miejsce
- 2007: 8. miejsce

European Juveniles Baseball Championship:
- 2006: 4. miejsce
- 2007:  wicemistrzostwo
- 2008:  3. miejsce
- 2015: 4. miejsce